# Alexander Skowronski

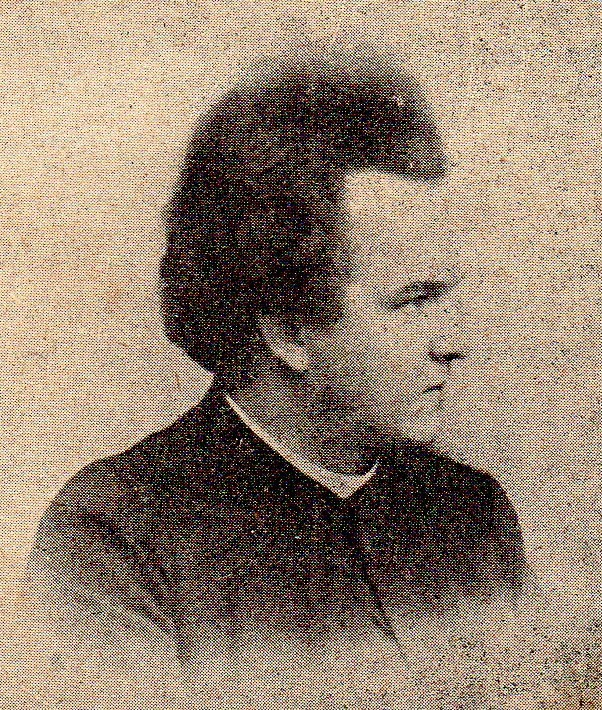
Alexander Skowronski

Alexander Skowronski, polnisch: Aleksander Skowroński, (* 9. Februar 1863 in Laurahütte; † 4. Oktober 1934) war ein polnischer katholischer Geistlicher und Mitglied des Deutschen Reichstags.

## Leben
Skowronski besuchte die Elementarschule in Laurahütte von 1871 bis 1876, das St. Matthias-Gymnasium in Breslau bis 1885 und studierte bis 1888 auf der Universität Breslau katholische Theologie. 1889 erhielt er die Priesterweihe und wirkte als Kaplan und Religionslehrer in Königshütte bis 1893, sodann vorübergehend in Lonschnik, Altzülz, Schimischow und seit 1897 als Pfarrer in Ellguth. Er war Mitbegründer des polnischen Fibelvereins, des Polskie Towaczystwo Ludowe und Vorsitzender des Towarzystwo pomocy naukowej in Breslau. Weiter war er Verfasser der Broschüre: In welcher Sprache muß der Religionsunterricht erteilt werden? (1902). 1886–87 diente er als Einjährig-Freiwilliger in der 9. Kompanie des 2. Schlesischen Grenadier-Regiments Nr. 11 in Breslau und erlangte als Unteroffizier das Qualifikations-Attest zum Reserve-Offizier.
Ab 1907 war er Mitglied des Deutschen Reichstags für den Wahlkreis Regierungsbezirk Oppeln 7 Pleß, Rybnik und die Polnische Fraktion. Sein Mandat hat er am 11. Dezember 1907 niedergelegt.